# Flaeijelfeest
Het Flaeijelfeest is een jaarlijks plattelandsevenement in Oudehorne en Nieuwehorne in de Nederlandse gemeente Heerenveen. 
Het feest is genoemd naar de flaeijel de Friese naam voor dorsvlegel. Het feest wordt gehouden na de vroegere oogsttijd, op de laatste zaterdag van september op het landgoed De Horne aan de Schoterlandseweg. Doel van het evenement is om het vroegere leven op het platteland te tonen in de vorm van een eendaags openluchtmuseum, zowel rijdend als in bedrijf. Het Flaeijelfeest ontstond in 1977 toen in de achtertuin van huisarts Frans Pellikaan een dorsdemonstratie werd gegeven.
De boerenoptocht bestaat uit veel landbouwmachines en oud gereedschap dat wordt getrokken door paarden. De optocht voert via de omliggende dorpen naar het feestterrein. Hier wordt het boerenleven van weleer getoond: een dorpsstraatje met veel winkels, maar ook een spitkeet, smederijen, kaasmakerijen en oude ambachten. Bovendien zijn er vele oude tractoren andere machines te zien. Tevens zijn er meerdere attracties als trekkertrek en ringsteken om de Zilveren Flaeijel. Het Flaeijelhingjen is een wedstrijd wie het langst aan een flaeijel kan hangen. 